# Remington Модель 1890
Remington Model 1890 New Model Army - револьвер компанії Remington Arms. Його створили на основі успішного Remington Модель 1875 та менш відомого Модель 1888, при чому обидва револьвери однаковий розмір, зовнішній вигляд та знімний барабан. Револьвер 1890 Remington одинарної дії мав суцільну рамку та подібний стиль Моделі 1875, але без великої перетинки під кожухом стрижня ежектора та отримав картаті гумові щічки руків'я. Як і Модель 1875, Модель 1890 була розроблена під унітарні набої, але лише калібру .44-40 caliber.

## Опис
В 1975 році компанія Remington випустила шестизарядний револьвер під унітарний набій на великій рамці, здатний конкурувати з револьвером Colt Peacemaker. Звичайні громадяни та правоохоронці Старого Заходу визнали міцність револьверів Remington.  Зміни внесені в Модель 1890 були спробою зробити його більш схожим до револьверів Кольта одинарної дії того часу.
Після випуску кількох перехідних револьверів Моделі 1888 з довжиною стволу 5+3⁄4-дюйми, під назвою "New Model Pocket Army", компанія Remington почала виробництво револьвера Модель 1890 Single Action Army. Його випускали в період з 1890 по 1896 роки в невеликій кількості. Це один з найбільш затребуваних револьверів Remington. Стандартні стволи мали довжину 7+1⁄2 або 5+3⁄4 дюйми. Було випущено 2020 одиниць, кілька револьверів Remington 1890 використовували в індіанській поліції в Західних резерваціях.

## Револьвер Remington Модель 1888 (перехідна) одинарної дії
Перехідна модель револьвера, яка була представлена в 1888 році під назвою "New Model Pocket Army". Револьвер випускали лише в 1888 та 1889 роках, всього випущено менше 1000 одиниць. Вони були зроблені загалом з деталей від Моделі 1875 та дублювали номери "партії/серії". Проте, було додано номери збірки і не знайдено жодного нижче 300-го номеру. Майже всі вони нікельовані й лише кілька вороновані. Візуально він схожий на Модель 1890, за винятком адреси на верхній частині стволу. Калібр револьвера був .44-40, з маркуванням на лівій щічці "44" або "44W". У ділерському каталозі, зазначено довжину стволу в 5+1⁄2 дюйми, але можна знайти екземпляри зі стволами довжиною 5+3⁄4-дюйми. Кожух ежектора візуально ідентичний до Моделі 1890. Нью-йоркський продавець спортивної зброї Hartley and Graham придбав компанію E. Remington & Sons та назвав її Remington Arms Company в 1888 році і не виключено, що ця модель була зібрана виключно для них.

## Сучасні репліки
Револьвери Uberti 1890 є репліками (але не точними копіями) відомих старих револьверів Remington, але розраховані на використання сучасних набоїв з бездимним порохом, наприклад, .357 Magnum. Хоча вони мають виглядає і відчувається як старий "ковбойський" револьвер, але технічне виконання є сучасним. Як і вся зброя револьвери Uberti 1890 треба періодично розбирати для чищення. Оскільки в револьвері небагато рухливих деталей, розбірка в даному випадку обмежується простим зніманням барабану.